# William J. Neidig
William Jonathan Niedig (1870–1955) foi um professor, poeta e autor dos Estados Unidos. Ele nasceu em Iowa, ensinou na Stanford e na Universidade de Wisconsin em Madison e tornou-se um escritor freelancer. O seu livro de 1919, The Fire Flingers, foi adaptado para o cinema. Em 1906, o professor da Universidade de Wisconsin, Henry Lathrop, nomeou-o para o Prémio Nobel de Literatura pelo seu livro de poemas intitulado The First Wardens.
Em 1900, ele revisou uma coleção de histórias de Charles W. Chestnut. Ele escreveu sobre a obra de Shakespeare e o que é conhecido como False Folio. Em setembro de 1923, uma das suas histórias foi publicada no The Saturday Evening Post. Ele escreveu poesia.